# Festival Internacional de Cine de San Sebastián 1988
La 36.ª edición del Festival Internacional de Cine de San Sebastián se celebró entre el 15 y el 24 de septiembre de 1988. El Festival tenía la máxima categoría A (festival competitivo no especializado) de la FIAPF.

## Desarrollo
Se inauguró el festival el 15 de septiembre con la proyección de Casada con todos de Jonathan Demme; Simone Simon presentó la retrospectiva de Jacques Tourneur. El día 16 se proyectaron Malaventura, Muhsin Bey y The Last Temptation of Christ, y visitó el festival Willem Dafoe.
El día 17 se exhibieron Lunes tormentoso y Cartas del parque de la sección oficial, Hairspray y Zhen nü de Zabaltegi y Ander eta Yul de Nuevos Realizadores, al tiempo que visitaban el festival Melanie Griffith y John Waters. También estuvieron presentes el ministro de cultura Jorge Semprún, que aprovechó una rueda de prensa para confirmar en su cargo al director general Fernando Méndez-Leite Serrano. El 18 se proyectaron Diario de invierno en la sección oficial y Baton Rouge en la Nuevos Realizadores. El día 19 se presentaron Remando al viento y Sobre la colina negra de la sección oficial y Le voyageur italien de la Zabaltegi. Pilar Miró, Robert Duvall y Bernardo Bertolucci visitaron el festival. El día 20 se proyectaron La boca del lobo y Stin skia tou fovou y visitó el festival Ben Kingsley. El 21 se proyectaronEl aire de un crimen y La amiga de la sección oficial y Viento de cólera de los Nuevos realizadores. El 22 las dos películas de Krzysztof Kieślowski, No amarás en la sección oficial y Krótki film o zabijaniu en la Zabaltegi, y Wherever You Are de Krzysztof Zanussi, y visitó el festival Liv Ullmann. El 23 se proyectaron Tumorō ashita y Sunset en la sección oficial y Demasiado viejo para morir joven en la de Nuevos Realizadores. El día 24 se proyectaron fuera de concurso Frenético, contando con la presencia de Roman Polanski, y se otorgaron los premios.

## Jurados
Jurado de la Sección Oficial
- Fernando Ayala
- Manuel Gutiérrez Aragón
- Robert Kramer
- Nagisa Oshima
- Clare Peploe
- Radosław Piwowarski
- Alfonso Ungría

## Películas

### Sección Oficial
Las 19 películas siguientes compitieron para el premio de la Concha de Oro a la mejor película:
| Título en España               | Título original                | Director(es)            | País        |
| ------------------------------ | ------------------------------ | ----------------------- | ----------- |
| Agosto                         | Agosto                         | Jorge Silva Melo        | Portugal    |
| Cartas del parque              | Cartas del parque              | Tomás Gutiérrez Alea    | España      |
| Diario de invierno             | Diario de invierno             | Francisco Regueiro      | España      |
| El aire de un crimen           | El aire de un crimen           | Antonio Isasi Isasmendi | España      |
| No amarás                      | Krótki film o miłości          | Krzysztof Kieślowski    | Polonia     |
| La amiga                       | La amiga                       | Jeanine Meerapfel       | Argentina   |
| La boca del lobo               | La boca del lobo               | Francisco J. Lombardi   | Perú        |
| Land der Väter, Land der Söhne | Land der Väter, Land der Söhne | Nico Hofmann            | RFA         |
| Casada con todos               | 'Married to the Mob            | Jonathan Demme          | EE.UU.      |
| Muhsin Bey                     | Muhsin Bey                     | Yavuz Turgul            | Turquía     |
| Tomorrow                       | Tumorō ashita                  | Kazuo Kuroki            | Japón       |
| Sobre la colina negra          | On the Black Hill              | Andrew Grieve           | Reino Unido |
| Remando al viento              | Remando al viento              | Gonzalo Suárez          | España      |
| In the Shadow of Fear          | Stin skia tou fovou            | Giorgios Karypidis      | Grecia      |
| Asesinato en Beverly Hills     | Sunset                         | Blake Edwards           | EE. UU.     |
| The Fruit Machine              | The Fruit Machine              | Philip Saville          | Reino Unido |
| La última tentación de Cristo  | The Last Temptation of Christ  | Martin Scorsese         | EE.UU.      |
| Wherever You Are               | Wherever You Are               | Krzysztof Zanussi       | Polonia     |
| Zhen nü                        | Zhen nü                        | Jian-zhong Huang        | Taiwán      |

### Fuera de competición
Las películas siguientes fueron seleccionadas para ser exhibidas fuera de competición: 
| Título en España              | Título original               | Director(es)            | País        |
| ----------------------------- | ----------------------------- | ----------------------- | ----------- |
| Frenético                     | Frantic                       | Roman Polanski          | EE.UU.      |
| Malaventura                   | Malaventura                   | Manuel Gutiérrez Aragón | España      |
| Powaqqatsi                    | Powaqqatsi                    | Godfrey Reggio          | EE.UU.      |
| Lunes tormentoso              | Stormy Monday                 | Mike Figgis             | Reino Unido |
| Testimony                     | Testimony                     | Tony Palmer             | Reino Unido |
| La última tentación de Cristo | The Last Temptation of Christ | Martin Scorsese         | EE.UU.      |

### Otras secciones oficiales

#### Zabaltegi[16]
| Título en España        | Título original                         | Director(es)         | País        |
| ----------------------- | --------------------------------------- | -------------------- | ----------- |
| A Night in Havana       | A Night in Havana                       | John Holland         | EE.UU.      |
| Couples and Robbers     | Couples and Robbers                     | Clare Peploe         | EE.UU.      |
| Daniel                  | Daniel                                  | Sidney Lumet         | EE.UU.      |
| Cartas desde Vietnam    | Dear America: Letters Home from Vietnam | Bill Couturié        | EE.UU.      |
| Der wilde Mann          | Der wilde Mann                          | Matthias Zschokke    | RFA         |
| Doc's Kingdom           | Doc's Kingdom                           | Robert Kramer        | Francia     |
| Ei                      | Ei                                      | Danniel Danniel      | Israel      |
| Gramsci l'ho visto così | Gramsci l'ho visto così                 | Gianni Amico         | Italia      |
| Hairspray               | Hairspray                               | John Waters          | EE.UU.      |
| Imagen latente          | Imagen latente                          | Pablo Perelman       | Chile       |
| No matarás              | Krótki film o zabijaniu                 | Krzysztof Kieślowski | Polonia     |
| Le voyageur italien     | Le voyageur italien                     | Fernand Moszkowicz   | Francia     |
| Malenkaia Vera          | Malenkaia Vera                          | Vasili Pichul        | URSS        |
| Mapantsula              | Mapantsula                              | Oliver Schmitz       | Sudáfrica   |
| Notturno                | Notturno                                | Fritz Lehner         | Italia      |
| Pantarej                | Pantarej                                | Krzysztof Sowiński   | Polonia     |
| Salaam Bombay           | Salaam Bombay                           | Mira Nair            | India       |
| Los modernos            | The Moderns                             | Alan Rudolph         | EE.UU.      |
| The Nature of the Beast | The Nature of the Beast                 | Franco Rosso         | Reino Unido |
| Xiāngnǔ xiāoxiāo        | Xiāngnǔ xiāoxiāo                        | Xie Fei              | China       |

### Zabaltegi-Nuevos realizadores[17]
| Título en España                 | Título original                  | Director(es)            | País        |
| -------------------------------- | -------------------------------- | ----------------------- | ----------- |
| Ander y Yul                      | Ander eta Yul                    | Ana Díez Díaz           | España      |
| Baton Rouge                      | Baton Rouge                      | Rafael Moleón Gavilanes | España      |
| Because the Dawn                 | Because the Dawn                 | Amy Goldstein           | Canadá      |
| Demasiado viejo para morir joven | Demasiado viejo para morir joven | Isabel Coixet           | España      |
| Guarapo                          | Guarapo                          | Santiago y Teodoro Ríos | España      |
| Haitian Corner                   | Haitian Corner                   | Raoul Peck              | Haití       |
| Year of the Turtle               | Im Jahr der Schildkröte          | Ute Wieland             | RFA         |
| In coda alla coda                | In coda alla coda                | Maurizio Zaccaro        | Italia      |
| Mignon vino a quedarse           | Mignon è partita                 | Francesca Archibugi     | Italia      |
| Viento de cólera                 | Viento de cólera                 | Pedro de la Sota        | España      |
| West is West                     | West is West                     | David Rathod            | Reino Unido |

#### Retrospectivas
Las retrospectivas de este año fueron tres: una en homenaje al director Jacques Tourneur con La mujer pantera (1942), Yo anduve con un zombie o Retorno al pasado (1947); una segunda llamada ABC de América Latina (con Aventurera) y la tercera titulada "Sólo se vive una vez" sobre cineastas de una sola película.

## Palmarés

### Premios oficiales
Ganadores de la Sección Oficial del 36º Festival Internacional de Cine de San Sebastián de 1988:
- Concha de Oro: Sobre la colina negra de Andrew Grieve
- Premio Especial del Jurado: No amarás de Krzysztof Kieślowski
- Concha de Plata al mejor Director: Gonzalo Suárez por Remando al viento
- Concha de Plata a la mejor Actriz:  Cipe Lincovsky y Liv Ullmann, por La amiga
- Concha de Plata al mejor Actor: Fernando Rey, por Diario de invierno
- Premio San Sebastián: 
  - La boca del lobo de Francisco J. Lombardi
  - Muhsin Bey de Yavuz Turgul
- Premio Banco de Vitoria a los Nuevos Realizadores (45.000 dólares):  Mignon è partita de Francesca Archibugi
- Premio FIPRESCI: No amarás de Krzysztof Kieślowski
- Premio OCIC: No amarás de Krzysztof Kieślowski
- Premio del Ateneo Guipuzcoano: Remando al viento de Gonzalo Suárez
- Premio de la Juventud: Mignon è partita de Francesca Archibugi
- Premio Don Quijote: Xiāngnǔ xiāoxiāo de Xie Fei
- Premio Donostia: Vittorio Gassman